# Roberto el Fuerte
Roberto el Fuerte, también llamado el Calvo (Neustria, 815/20-Brissarthe, Maine-et-Loire, 15 de septiembre de 866), fue un noble franco, conde de Anjou y de Tours y marqués de Neustria a partir de 862. Sus padres fueron Roberto III de Hesbaye († 834), conde del Oberrheingau y de Wormsgau, y Waldrada de Worms, hermana de Odón de Orleans. Fundador de la casa Robertina, pasaría a la posteridad como padre de dinastías, ya que las casas reales de Francia, España y Portugal, así como diversas familias nobiliarias, descienden directamente de él por línea paterna. Entre otros, es antepasado del rey de España, Felipe VI.

## Biografía
Roberto aparece citado en 836, año en que salió de la región media del Rin, despojado de sus títulos. Durante la lucha de poder entre los hijos de Luis I el Piadoso, se puso del lado de Carlos el Calvo por lo que tuvo que abandonar sus tierras, incorporadas en el reino de Lotario I, y se refugió en Occidente con la familia de su madre.
Apoyó a Carlos el Calvo en su lucha contra Luis el Germánico. En agradecimiento, en 852, Carlos le nombró abad laico de Marmoutier, y al año siguiente missus dominicus de las regiones de Tours y Anjou.
Después de participar en una rebelión contra Carlos el Calvo (858), se sometió en 861 y recibió la marca de Neustria, la zona comprendida entre el Sena y Loira. Posteriormente se distinguió en la lucha contra los bretones y los vikingos.
En 862, 864 y 865, Roberto, encargado por Carlos el Calvo, se distinguió en la defensa contra las ofensivas de los vikingos en el centro de Francia que establecieron sus bases en la desembocadura del Loira (853) y del Sena (856), bajo el liderazgo del caudillo nórdico Hastein. En 866, Carlos II le otorgó, además de la marca de Neustria, el señorío de la abadía de San Martín de Tours, prestigiosa abadía que tenía la ventaja de poner a disposición de Roberto hombres que le permitían prestar muchos vasallos.
Encargado por Carlos el Calvo de la defensa del centro de Francia ante el ataque vikingo, Roberto murió en el año 866 en la Batalla de Brissarthe, luchando contra la alianza bretona-vikinga.

## Herencia
Casado con Adelaida de Tours (805-866), hija de Hugo III de Tours y de la Alta Alsacia y viuda de Conrado I de Borgoña, de la que tuvo tres hijos, los varones fueron futuros reyes de Francia:
- Odón, Odo ó Eudes (860 - 898);
- Roberto I de Francia (865 - 923);
- Riquilda (¿? - ¿?).

| Predecesor: Carlos el Calvo | Duque de Maine (Dux Cenomannicus) 851/3-856 | Sucesor: Luis el Tartamudo |

- Datos: Q433440
- Multimedia: Robert the Strong / Q433440